# Lachesilla nubiloides
Lachesilla nubiloides är en insektsart som beskrevs av Garcia Aldrete 1975. Lachesilla nubiloides ingår i släktet Lachesilla och familjen kviststövsländor. Inga underarter finns listade i Catalogue of Life.